# Partido de Saavedra
Saavedra es uno de los 135 partidos de la provincia argentina de Buenos Aires. Está situado en el sudoeste de la provincia. Su cabecera es la ciudad de Pigüé. Lleva ese nombre por una de las localidades del partido que recuerda a Cornelio Saavedra, presidente de la Primera Junta de Gobierno.

## Historia
En 1858, cuando el Coronel Nicolás Granada vence al cacique Calfucurá en la Batalla del Pi-hue se produce la pérdida del control total de estos territorios por parte de los indígenas de la zona. Posteriormente, en 1876, tiene lugar la victoria final del Ejército, cuando el Coronel Salvador Maldonado derrota al cacique Juan José Catriel, en la Batalla de Cura Malal.
En 1880 la región comienza a poblarse de inmigrantes, y es cuando Clemente Cabanettes (un inmigrante francés, quien fuera el introductor del teléfono en la Argentina) y Eduardo Casey, especulan desde Buenos Aires el establecimiento de una Colonia en la región del Pi-hue, actual localidad de Pigüé. Una década más tarde, el 10 de septiembre de  1891, se crea el partido en manos del fundador de Saavedra (Cecilo López), por lo cual el partido lleva el nombre de Saavedra.

## Intendentes municipales desde 1983
| Intendente                | Mandato                                           | Partido                              |
| Rolando Ernesto Maurel    | 10 de diciembre de 1983 - 10 de diciembre de 1987 | UCR                                  |
| Luis Roberto Ripani       | 10 de diciembre de 1987 - 10 de diciembre de 1995 | PJ                                   |
| Alberto José Meiller      | 10 de diciembre de 1995 - 10 de diciembre de 1999 | UCR                                  |
| Rubén Carlos Grenada      | 10 de diciembre de 1999 - 10 de diciembre de 2011 | UCR (1999-2007) GEN - CC (2007-2011) |
| Hugo Alejandro Corvatta   | 10 de diciembre de 2011 - 10 de diciembre de 2019 | PJ                                   |
| Gustavo Javier Notararigo | 10 de diciembre de 2019 - 10 de diciembre de 2023 | UCR                                  |
| Matías Nebot              | 10 de diciembre de 2023 - al presente             | TPS                                  |

## Localidades
Población según censo 2010.
- Pigüé 14.383 hab.
- Saavedra 2.276 hab.
- Espartillar 806 hab.
- Goyena 516 hab.
- Arroyo Corto 514 hab.
- Dufaur 182 hab.
- Colonia San Martín 92 hab.

- Parajes
  - Alta Vista
  - Colonia San Pedro
  - Ducós

## Población
Según los resultados definitivos del censo de 2022 la población del partido alcanza los 22.537 habitantes.